# Едвард Еверетт Гортон
Едвард Еверетт Гортон (англ. Edward Everett Horton; 18 березня 1886, Нью-Йорк — 29 вересня 1970, Енсіно) — американський актор.
Син шотландських іммігрантів, він почав виступати в театрі в 1908 році й зніматися в кіно в 1922 році. За свою кар'єру знявся більш ніж в 150 фільмах. Знімався аж до своєї смерті. Має зірку на Голлівудській алеї слави.

## Фільмографія
- 1924 — Діти Гелен / Helen's Babies — дядько Гаррі
- 1926 — Богема / La bohème — Коллін
- 1928 — Жах / The Terror
- 1930 — Свято / Holiday
- 1930 — Дістати до місяця / Reaching for the Moon
- 1931 — Перша шпальта / The Front Page — Рой В. Бенсінгер
- 1932 — Неприємності в раю / Trouble in Paradise — Франсуа Філібе
- 1933 — Аліса в Країні чудес — Болванщик
- 1934 — Веселе розлучення — Пінкі Фітцжеральд
- 1935 — Диявол — це жінка / The Devil is a Woman
- 1935 — Циліндр — Горес Гардвік
- 1937 — Втрачений горизонт
- 1937 — Потанцюємо?
- 1937 — Ангел — Грехем
- 1938 — Школа свінгу
- 1942 — Весна в скелястих горах
- 1943 — Вічність і один день
- 1943 — Уся банда в зборі — Пейтон Поттер
- 1944 — Миш'як і старі мережива — містер Вітерспун
- 1963 — Цей божевільний, божевільний, божевільний, божевільний світ